# Enrico Berlinguer (politico 1850)
Enrico Berlinguer (pronuncia Berlinguèr; Sassari, 9 agosto 1850 – Sassari, 22 novembre 1915) è stato un avvocato e politico italiano, nonno dell'omonimo segretario del PCI, e fondatore nel 1891 della Nuova Sardegna.

## Biografia

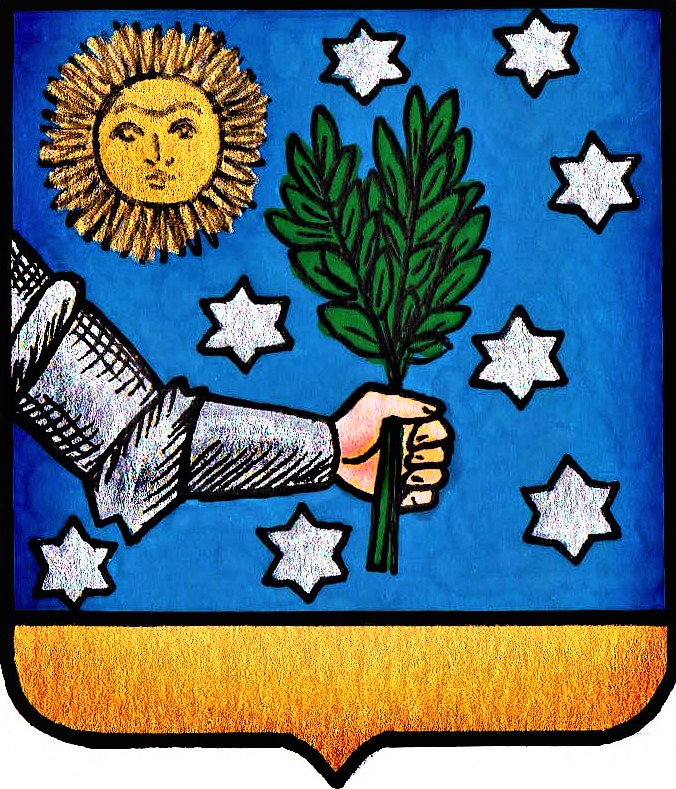
Stemma della famiglia Berlinguer tratto dall'Annuario della nobiltà italiana

Nacque in un'antica famiglia sarda di lontana origine iberica (Berlenguer), con i titoli nobiliari di cavaliere e nobile con trattamento di don e di donna per concessione il 29 marzo 1777 a Giovanni e Angelo Ignazio da Vittorio Amedeo III re di Sardegna, iscritta negli "stamenti nobiliari della Sardegna" e legata da una fitta rete di parentele ad altre famiglie dell'aristocrazia e borghesia sarda, sesto ed ultimo figlio di Don Antonio Berlinguer (1802-1874) e Maria Marogna. Nel 1889 sposò in seconde nozze Caterina Falco, imparentata con la famiglia Segni; dal matrimonio nel 1891 nacque Mario Berlinguer, futuro deputato aventiniano e padre, a sua volta, del più noto Enrico Berlinguer, futuro segretario del PCI.
Allievo del Convitto Nazionale Canopoleno di Sassari, si laureò in giurisprudenza all'Università degli Studi di Torino; ritornato a Sassari fu avvocato e giurista, fra i principali esponenti del movimento mazziniano in Sardegna. Consigliere comunale, guidò i repubblicani alla conquista della maggioranza nel consiglio comunale di Sassari nel 1877, maggioranza mantenuta fino al 1915. Nel 1891, assieme a Pietro Moro, Pietro Satta Branca e Giuseppe Castiglia, fondò La Nuova Sardegna, un giornale dapprima con periodicità settimanale, ma che divenne quotidiano il 17 marzo 1892 e in breve tempo il più diffuso quotidiano dell'isola.